# Aspergillus bridgeri
Aspergillus bridgeri är en svampart som beskrevs av M. Chr. 1982. Aspergillus bridgeri ingår i släktet Aspergillus och familjen Trichocomaceae.   Inga underarter finns listade i Catalogue of Life.